# Henry James Johnson
Pour les articles homonymes, voir Johnson.
Henry James « Jim » Johnson (21 décembre 1924 – 20 juillet 2008), est un colonel honoraire du Special Air Service britannique.

## Biographie
Soldat, il est nommé sous-lieutenant dans les Welsh Guards le 24 novembre 1943, après cours d’élève-officier (Officer Cadet Training Unit ou OCTU), et participe au sein du 2e Bataillon aux campagnes de la libération de l’Europe (France, Belgique, Allemagne).
Il quitte l’armée d’active en juin 1948. Il travaille à la Lloyd tout en servant au 21e Régiment SAS de l’Armée territoriale où il accomplit toute sa carrière.
Lieutenant en octobre 1948, capitaine en décembre 1951, commandant en décembre 1958 et lieutenant-colonel breveté colonel le 21 décembre 1962.
Il est chef de corps du 21e SAS du 1er janvier 1960 à son départ en retraite le 31 décembre 1962 ; à ce titre il reçoit la Médaille des services militaires valeureux de l’armée territoriale (Territorial Decoration) le 17 juillet 1962 puis est nommé Officier de l'Ordre de l'Empire britannique (OBE) le 1er janvier 1963.
"Jim" Johnson laisse tomber son emploi à la Lloyd pour s’occuper du recrutement de volontaires  des SAS pour l'intervention au Yémen en 1963, à laquelle participe des mercenaires français encadrés par Bob Denard et Roger Faulques.
Il s'installe dans les bureaux de David Stirling, à Sloane Street, Londres, et la secrétaire n’est autre que Fiona Fraser, la fille de Simon Fraser  (1911-1995), 15e Lord Lovat, qui commandait la 1re Brigade de Commandos le 6 juin 1944. Ce service est ensuite transféré à Aden puis, en 1964, en Arabie saoudite.
En 1970-1971, "Jim" Johnson est impliqué dans le projet de renversement du colonel Kadhafi élaboré par David Stirling pour le compte du MI6.
Versé dans la réserve de l’armée territoriale, il est Aide de camp (ADC) de la reine d’octobre 1969 à octobre 1974.